# Stejaru (gmina Crângeni)
Stejaru – wieś w Rumunii, w okręgu Teleorman, w gminie Crângeni. W 2011 roku liczyła 254 mieszkańców.